# Félix Carme
Pour les articles homonymes, voir Carme.
Félix Carme né le 20 janvier 1863 à Bordeaux, ville où il est mort le 17 février 1938, est un peintre français.

## Biographie
Élève de Vincent-Léopold Thénot, Félix Carme expose la toile Console d'Oeben au Salon des artistes français de 1929.
Une rue de Bordeaux a été nommée en son honneur.

Œuvres de Félix Carme
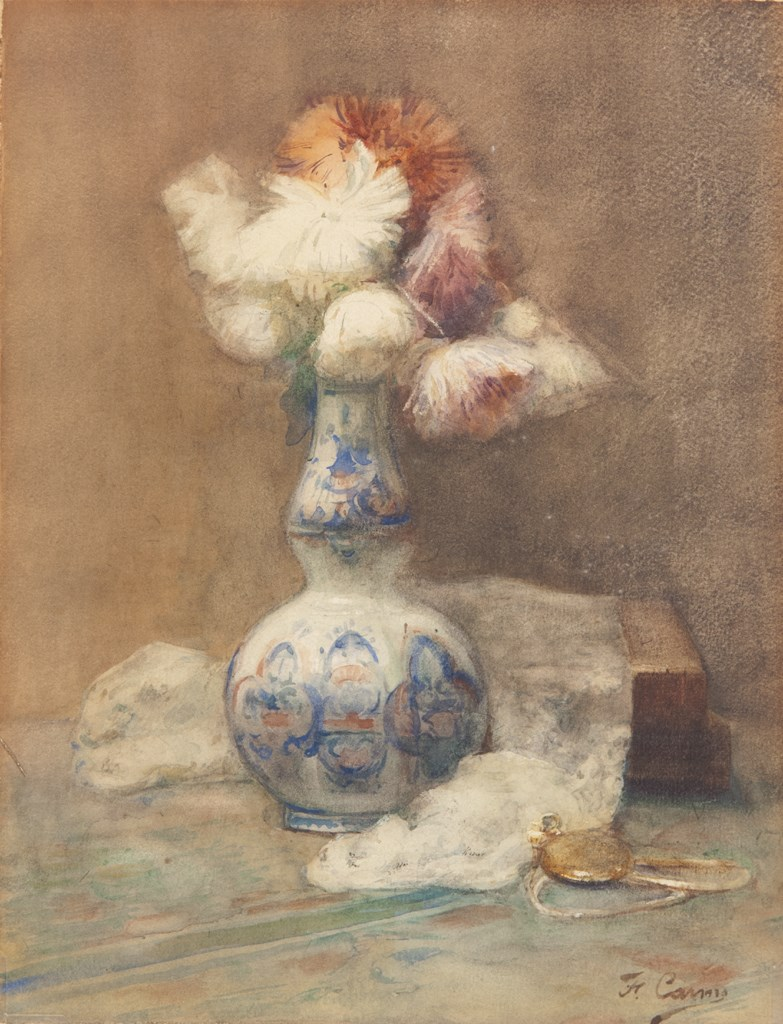
Fleurs dans une vase (1923), musée des Beaux-Arts de Bordeaux.
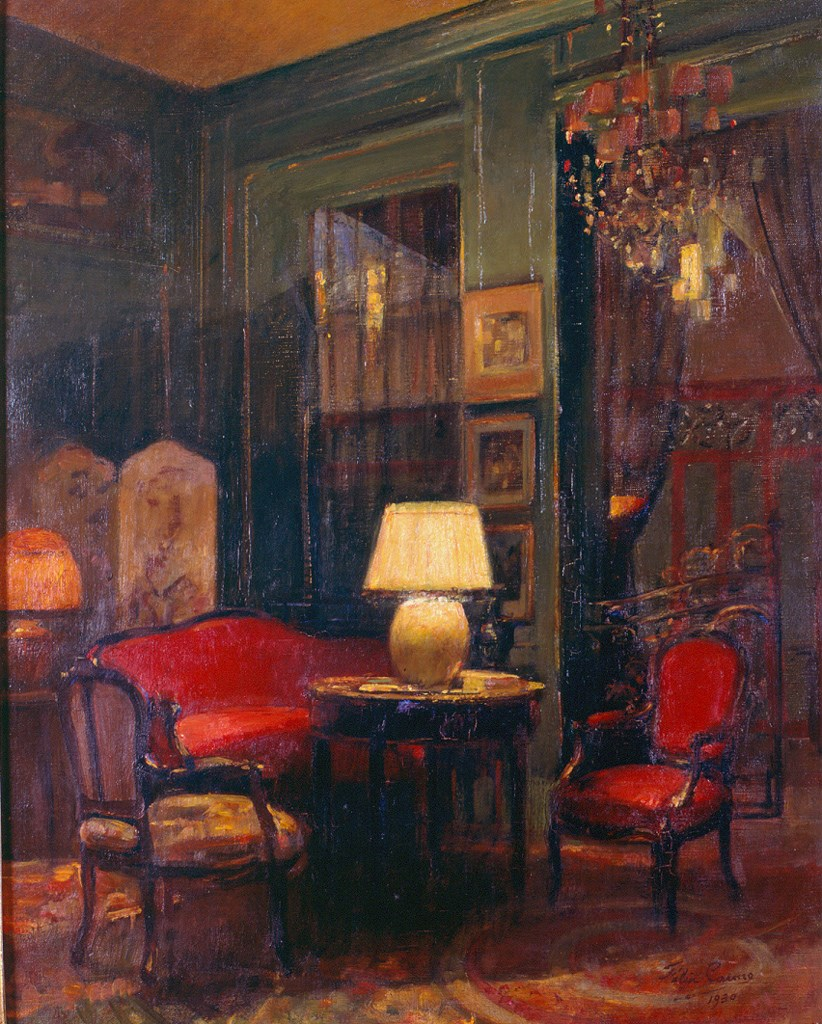
Intérieur bordelais (1930), musée des Beaux-Arts de Bordeaux.

Œuvres attribuées à Félix Carme, localisation inconnue
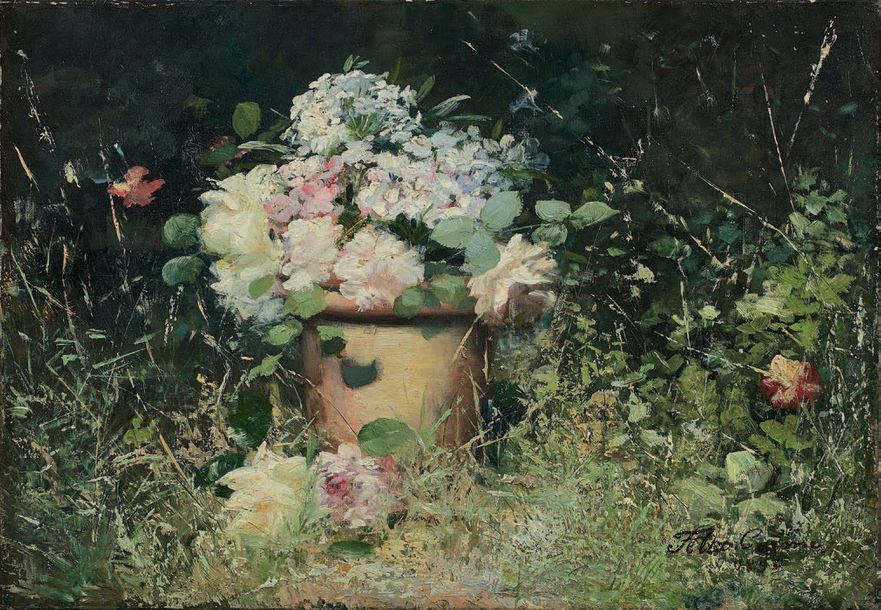
Pot de fleurs (vers 1900).
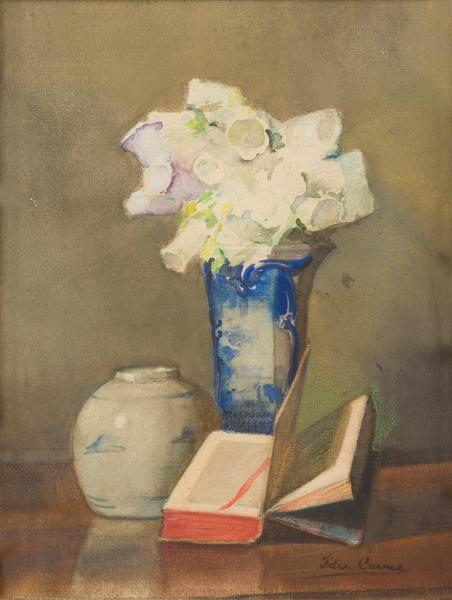
Bouquet de campanules (vers 1900).
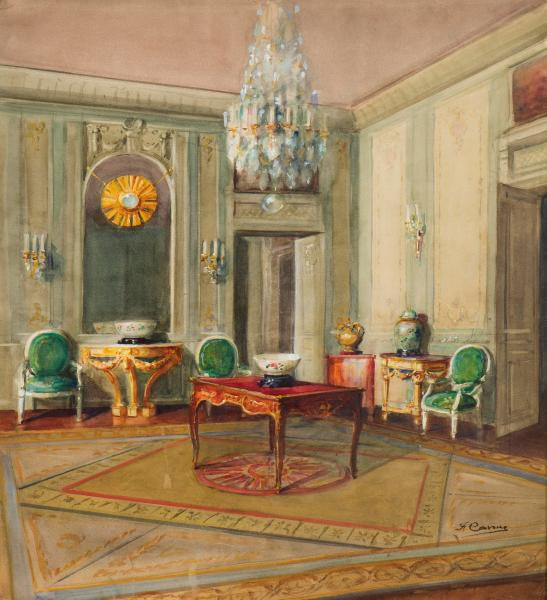
Salon. Hôtel G. Guestier, Bordeaux (vers 1920).
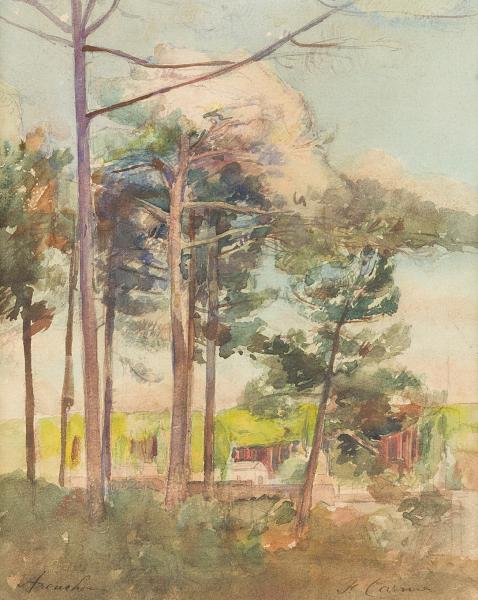
Arcachon (vers 1920).
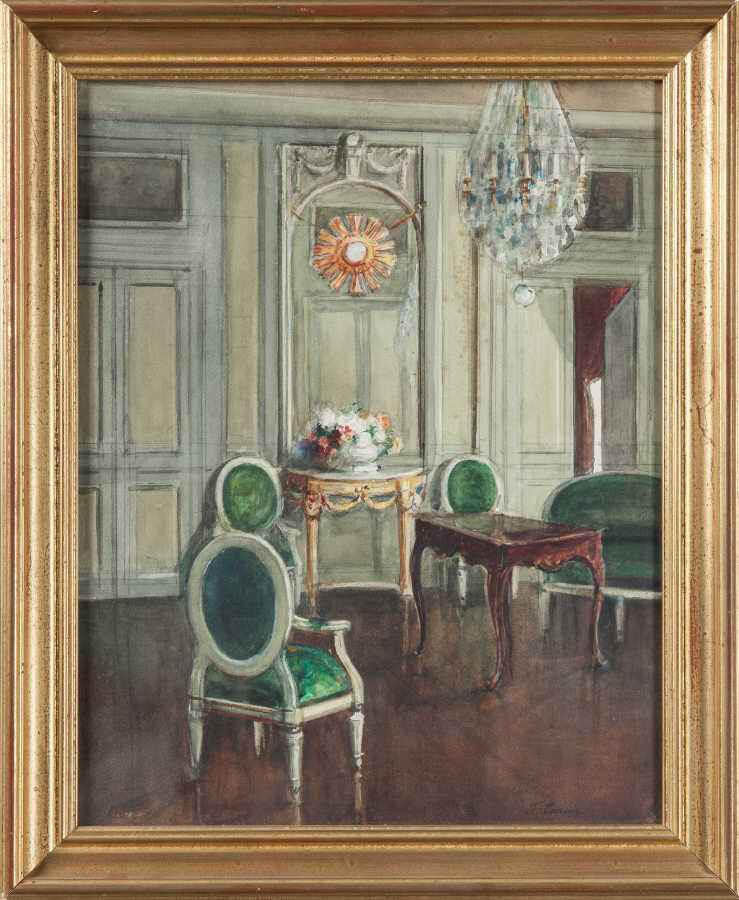
Intérieur bourgeois (vers 1920).
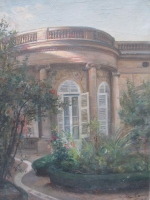
Rotonde à Bordeaux (vers 1920).
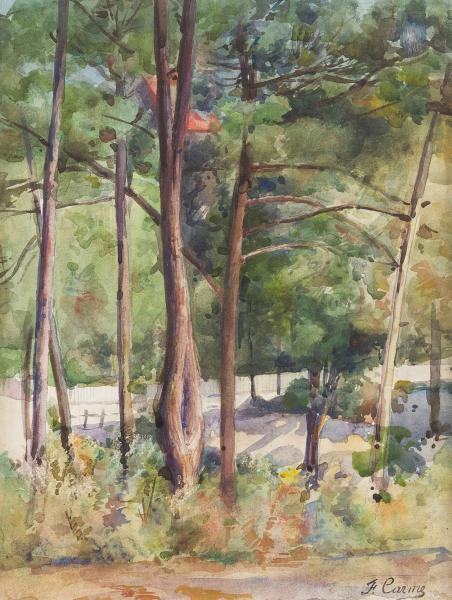
Sous-bois ensoleillé (vers 1920).
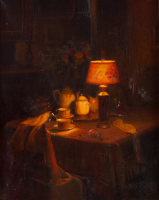
Intérieur (vers 1920).
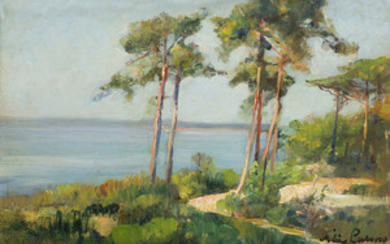
Paysage du Bassin, Abatilles (1922).
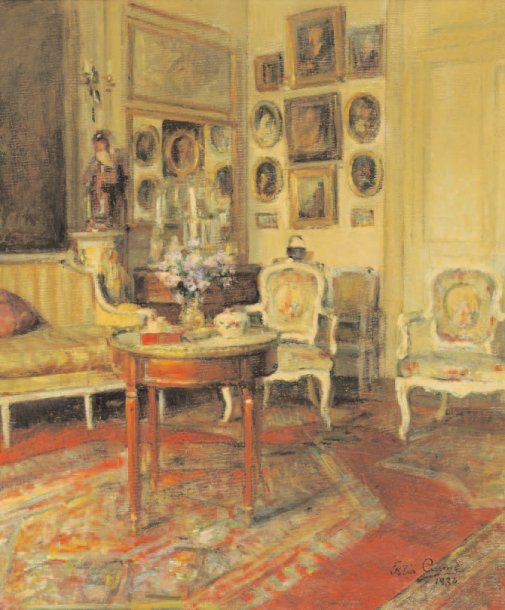
Intérieur bourgeois (1932).